# ديك فندلي
ديك فندلي هو ملاكم كندي، مثّل بلاده في الألعاب الأولمبية الصيفية 1968.

## روابط خارجية
ديك فندلي على موقع أوليمبيديا (الإنجليزية)